# Rislev Sogn
Rislev Sogn  ist eine Kirchspielsgemeinde (dän.: Sogn)
auf der Insel Sjælland im südlichen Dänemark.
Bis 1970 gehörte sie zur Harde Tybjerg Herred im damaligen Præstø Amt, danach zur Næstved Kommune im Storstrøms Amt, die im Zuge der  Kommunalreform zum 1. Januar 2007 in der „neuen“ Næstved Kommune in der Region Sjælland aufgegangen ist.
Im Kirchspiel leben 419 Einwohner (Stand: 1. Januar 2023).
Im Kirchspiel liegt die Kirche „Rislev Kirke“.
Nachbargemeinden sind im Nordosten Herlufmagle Sogn, im Osten Fensmark Sogn, im Südosten Holsted Sogn, im Südwesten Herlufsholm Sogn und im Nordwesten Skelby Sogn.
In den 1940er Jahren machte man den eisenzeitlichen Moorfund bei Rislev.